# Мајамитаун (Охајо)
Мајамитаун (енгл. Miamitown) насељено је место без административног статуса у америчкој савезној држави Охајо.

## Демографија
По попису из 2010. године број становника је 1.259.
| Група             | 2000.    | 2010.         |
| Белци             | 0 (0,0%) | 1.192 (94,7%) |
| Афроамериканци    | 0 (0,0%) | 6 (0,5%)      |
| Азијати           | 0 (0,0%) | 0 (0,0%)      |
| Хиспаноамериканци | 0 (0,0%) | 42 (3,3%)     |
| Укупно            | 0        | 1.259         |